# Circeaster sandrae
Circeaster sandrae är en sjöstjärneart som beskrevs av Mah 2006. Circeaster sandrae ingår i släktet Circeaster och familjen ledsjöstjärnor. Inga underarter finns listade i Catalogue of Life.